# Propiromorpha
Propiromorpha là một chi bướm đêm thuộc phân họ Tortricinae của họ Tortricidae.

## Các loài
- Propiromorpha rhodophana (Herrich-Schffer, 1851)